# Richard Lynch Garner
Pour les articles homonymes, voir Lynch et Garner.
Richard Lynch Garner, né le 9 février 1848 à Abingdon (Virginie) et mort le 22 janvier 1920 à Chattanooga, est un zoologiste américain, pionnier des études sur le langage des singes.
Garner est célèbre pour ses travaux sur le langage des singes qu'il commence en 1884 au jardin zoologique de Cincinnati.

## Biographie
Fils d'un homme d'affaires,, il s'engage d'abord dans l'armée confédérée à l'âge de 14 ans et, durant la guerre civile, est capturé plusieurs fois par des soldats de l'Union. Après la guerre, il étudie à la Jefferson Academy for Men dans le Tennessee pendant deux ans avant de devenir instituteur,.
Il épouse Maggie E. Gross le 15 octobre 1872 dont il aura un fils.

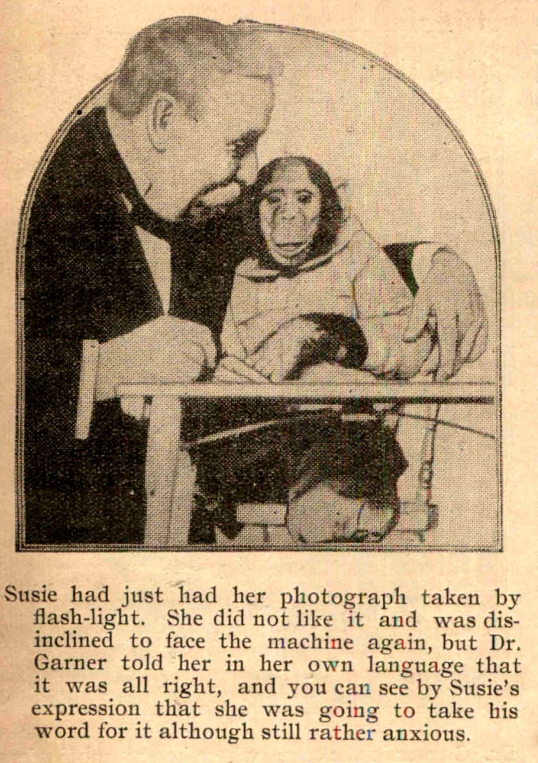

La carrière de Garner dans l'étude des primates est née de son intérêt pour Charles Darwin et la théorie de l'évolution,. Il émet l'hypothèse que la parole humaine peut provenir de sons d'animaux et « a décidé d'étudier ces sons d'une manière méthodique et d'essayer d'apprendre la parole des animaux ». Il achète alors l'un des premiers phonographes de Thomas Edison et commence à observer et à enregistrer des singes dans les zoos de Cincinnati, Chicago, et entre autres, Washington. Il devient célèbre pour un article de 1891, « La langue simienne », dans lequel il soutient que les primates inférieurs ont un langage rudimentaire et que ce langage est à l'origine du discours humain.
En 1892, il remonte l'Ogooué, rejoint la mission de Fernan Vaz et réside dans la factorerie de John Holt où il effectue des expériences jusqu'en 1894 sur le langage des singes, travaux qu'il publie à New York dans le Harper's Weekly avant de les éditer en volumes. En 1896, il étudie les gorilles, alors considérés comme agressifs et vit pour les observer à l'intérieur d'une cage. Il remarque que les gorilles ne manifestent aucune agressivité.
Garner a ensuite levé des fonds pour un voyage pour étudier les chimpanzés au Gabon ; parmi ses donateurs se trouvaient des personnalités aussi éminentes qu'Edison, Alexander Melville Bell et Grover Cleveland. Au Gabon, il tente de déchiffrer des mots individuels de la langue des chimpanzés, et d'enseigner quelques mots à un chimpanzé. Il retourne en Afrique à plusieurs reprises et, en 1910, ramène aux États-Unis un chimpanzé femelle nommée Susie. Il fait alors une tournée avec elle, tentant de démontrer qu'elle connait cent mots de la langue anglaise.

## Analyse des travaux de Garner
Au début, les publications qui ne rejetaient pas catégoriquement la théorie de l'évolution avaient tendance à accepter les diverses affirmations de Garner sur les chimpanzés - qu'il pouvait communiquer avec eux dans leur langue, qu'il leur avait appris des mots anglais, qu'en quelques générations ils seraient entièrement alphabétisés - mais des années plus tard, des articles plus sceptiques et même satiriques ont commencé à paraître. Peu de travaux de Garner ont résisté à l'examen scientifique, à la fois en raison de ses affirmations exagérées mais aussi car nombre de ses déclarations sur le comportement des chimpanzés (comme son affirmation selon laquelle leur période de gestation est de 3 mois alors qu'elle est plus proche de 8 mois), se sont révélées incorrectes voire fantaisistes,.
Malgré ce constat, Garner était en avance sur son temps dans l'utilisation pionnière d'appareils d'enregistrement pour capturer des données de terrain et pour une utilisation des expériences basées sur la lecture. Bien que lui-même n'ait pas été en mesure de justifier ses intuitions sur la parole des singes, il a depuis été prouvé que les singes ont leur propre langage rudimentaire et qu'ils peuvent apprendre un vocabulaire de quelques centaines de mots humains. Comme l'a écrit plus tard le primatologue Robert Yerkes : « L'écrivain avoue humblement que plus il en apprend sur les grands singes et les petits primates par l'observation directe par opposition à la lecture, plus il découvre de faits et de suggestions précieuses dans les écrits de Garner ».

## Hommages et postérités
Dans le chapitre VIII de son roman Le Village aérien (1901), Jules Verne écrit que Garner s'est installé dans la factorerie John Holtand and Co (sic pour John Holt and Co) au Congo. Le romancier s'inspire de manière ironique de Garner pour les traits de son personnage du professeur Johausen.
L'ethnologue John Peabody Harrington (en) considére Garner comme une source d'inspiration et a écrit une biographie sur lui intitulée He Spoke. Harrington a également aidé à faire don des papiers et des diapositives de Garner à la Smithsonian Institution.

## Publications
- 1891 : Psychoscope
- 1892 : The Speech of Monkeys
- 1896 : Gorillas & Chimpanzees
- 1900 : Apes nd Monkeys : Their Life and Language
- 1930 : Autobiography of a Boy: From the Letters of Richard Lynch Garner (posthume)